# Museu (militar)
Museu (Musaeus, Mosaios Μουσαῖος) fou un oficial d'Antíoc III el Gran.
Després de la decisiva batalla de Magnèsia del Sipilos (190 aC) fou enviat com ambaixador als Escipions i després a Sardes, per demanar autorització per enviar uns comissionats del rei per tractar la pau. El 188 aC Antíoc el va enviar a Gneu Manli Vulsó, procònsol romà a Àsia, per conèixer els termes finals del tractat de pau entre romans i selèucides.